# Partido Baath (Síria)
O Partido Socialista Árabe Baath da Síria (em árabe: حزب البعث العربي الاشتراكي, translit. Hizb Al-Ba'ath Al-'Arabi Al-Ishtiraki), também escrito Ba'ath, "ressurreição" ou "renascimento", foi um partido político neo-baathista com sede em Damasco, na Síria, para o pan-arabismo e socialismo, que governou a Síria por cinquenta anos. Tinha filiais em todo o mundo árabe. Seu lema é "Unidade, Liberdade e Socialismo".
A Filial Regional Síria governou a Síria continuamente desde a golpe de Estado de 1963, que trouxe os baathistas ao poder, até à queda do regime, a 8 de dezembro de 2024. Desde sua ascensão ao poder em 1963, os oficiais neobaathistas procederam eliminando as elites civis tradicionais para construir uma ditadura militar operando em linhas totalitárias; em que todas as agências estatais, organizações partidárias, instituições públicas, entidades civis, mídia e infraestrutura de saúde são fortemente dominadas pelo establishment do exército e pelo Mukhabarat, o serviço de inteligência.
O Partido Baath da Síria surgiu de uma cisão interna no Partido Baath original em fevereiro de 1966, entre entre a velha guarda do partido, representada por Michel Aflaq, Salah ad-Din al-Bitar  e Munif al-Razzaz, e as facções mais jovens que aderiram a uma posição neo-baathista, liderados por Salah Jadid e Hafez al-Assad, que resultou em um golpe de estado na Síria. Os antigos membros desertaram para o Iraque, e o Partido Baath iraquiano, que se separou da matriz síria.
De 1970 até 2000, o partido foi chefiado pelo presidente sírio Hafez al-Assad e a partir de 2000, a liderança seria partilhada entre seu filho Bashar al-Assad (chefe da organização regional da Síria) e Abdullah al-Ahmar (chefe da organização nacional pan-árabe). O regime baathista foi deposto na Síria após mais de uma década de guerra civil e o colapso do governo de Bashar al-Assad. Foi formalmente extinto em 23 de janeiro de 2025.

## Organização
O regime baathista sírio foi criado por e para Hafez al-Assad, e ele não era apenas a âncora para identificação nacional, mas também a única fonte e foco de poder real. O presidente controla todos os pilares do poder: ele era o secretário-geral do Partido Ba'th (que controla o parlamento), comandante-em-chefe das forças armadas e a autoridade de todos os serviços de inteligência. Seu poder informal ia ainda mais longe.
Os modelos para o regime de Asad foram os regimes comunistas autocráticos da Europa Oriental, particularmente o regime de Ceausescu na Romênia. Tendo sistemas análogos tal como o controle centralizado do líder, a terminologia do culto à personalidade, o papel marginal do partido que estava ostensivamente no poder e o papel dominante da família no regime, criando um senso de monarquia. De acordo com o próprio Hafez al-Assad, ele também foi influenciado pelo regime norte-coreano de Kim Il-sung.
O exército sírio era um dos principais pilares do regime. Suas funções sob o regime Ba’th incluíam não apenas a defesa do país diante de ameaças externas - israelenses, turcas e, até certo ponto, iraquianas - mas também deveres domésticos de contraterrorismo e coleta de inteligência sobre potencial subversão.

## Resultados eleitorais

### Eleições presidenciais
| Data | Candidato apoiado | CI. | Votos      | %             |
| ---- | ----------------- | --- | ---------- | ------------- |
| 1971 | Hafez al-Assad    | 1.º | 1 919 609  | 99,2 / 100,0  |
| 1978 | Hafez al-Assad    | 1.º | 3 975 729  | 99,9 / 100,0  |
| 1985 | Hafez al-Assad    | 1.º | 6 200 428  | 100,0 / 100,0 |
| 1991 | Hafez al-Assad    | 1.º | 6 726 843  | 100,0 / 100,0 |
| 1999 | Hafez al-Assad    | 1.º | 8 960 011  | 100,0 / 100,0 |
| 2000 | Bashar al-Assad   | 1.º | 8 689 871  | 99,7 / 100,0  |
| 2007 | Bashar al-Assad   | 1.º | 11 199 445 | 99,8 / 100,0  |
| 2014 | Bashar al-Assad   | 1.º | 10 319 723 | 88,7 / 100,0  |

### Eleições legislativas
| Data                                      | CI.                          | Votos                        | %                            | Deputados | +/-     | Status   |
| ----------------------------------------- | ---------------------------- | ---------------------------- | ---------------------------- | --------- | ------- | -------- |
| 1954                                      | 2.º                          | N/D                          | 15,0 / 100,0                 | 22 / 142  |         | Oposição |
| 1961                                      | 3.º                          | N/D                          | N/D                          | 20 / 172  | 2       | Oposição |
| De 1961 a 1973 não se realizaram eleições |                              |                              |                              |           |         |          |
| 1973                                      | 1.º                          | N/D                          | N/D                          | 122 / 186 |         | Governo  |
| 1977                                      | 1.º                          | N/D                          | N/D                          | 125 / 195 | 3       | Governo  |
| 1981                                      | 1.º                          | N/D                          | N/D                          | 127 / 195 | 2       | Governo  |
| 1986                                      | 1.º                          | N/D                          | N/D                          | 130 / 195 | 3       | Governo  |
| 1990                                      | 1.º                          | N/D                          | N/D                          | 134 / 250 | 4       | Governo  |
| 1994                                      | 1.º                          | N/D                          | N/D                          | 135 / 250 | 1       | Governo  |
| 1998                                      | 1.º                          | N/D                          | N/D                          | 135 / 250 | Estável | Governo  |
| 2003                                      | Frente Progressista Nacional | Frente Progressista Nacional | Frente Progressista Nacional | 135 / 250 | Estável | Governo  |
| 2007                                      | Frente Progressista Nacional | Frente Progressista Nacional | Frente Progressista Nacional | 134 / 250 | 1       | Governo  |
| 2012                                      | Frente Progressista Nacional | Frente Progressista Nacional | Frente Progressista Nacional | 134 / 250 | Estável | Governo  |
| 2016                                      | Frente Progressista Nacional | Frente Progressista Nacional | Frente Progressista Nacional | 172 / 250 | 38      | Governo  |

## Partidos ligados
| País       | Partido                          | Status            |
| ---------- | -------------------------------- | ----------------- |
| Iraque     | Partido Socialista Árabe Baath   | Banido            |
| Iêmen      | Partido Socialista Árabe Baath   | Oposição          |
| Jordânia   | Partido Árabe Progressista Baath | Extra-parlamentar |
| Líbano     | Partido Socialista Árabe Baath   | Oposição          |
| Mauritânia | Partido Baath                    | Extra-parlamentar |
| Palestina  | As-Sa'iqa                        | Extra-parlamentar |
| Sudão      | Partido Socialista Árabe Baath   | Extra-parlamentar |